# Educazione musicale
L'educazione musicale comprende l’insieme di condizioni e di azioni mirate allo sviluppo di conoscenze, abilità e competenze relative alla percezione, alla fruizione, alla produzione musicale e alla rappresentazione culturale dei fenomeni sonori-musicali in tutte le forme possibili di manifestazione. Pertanto nell’ambito dell’educazione musicale si possono comprendere:
a) l’insieme degli interventi educativi che, in ambito scolastico e/o extrascolastico, con metodologie specifiche pongono la musica al centro delle pratiche di insegnamento/apprendimento per lo sviluppo dell’identità musicale;
b) un campo di studi e di ricerca di cui si occupano in particolare la Pedagogia musicale, la Psicologia della musica, la Didattica della musica;
c) la disciplina curricolare che, negli ordinamenti della scuola italiana, è stata denominata anche come “Educazione al suono e alla musica” o semplicemente “Musica”.

## Metodologie

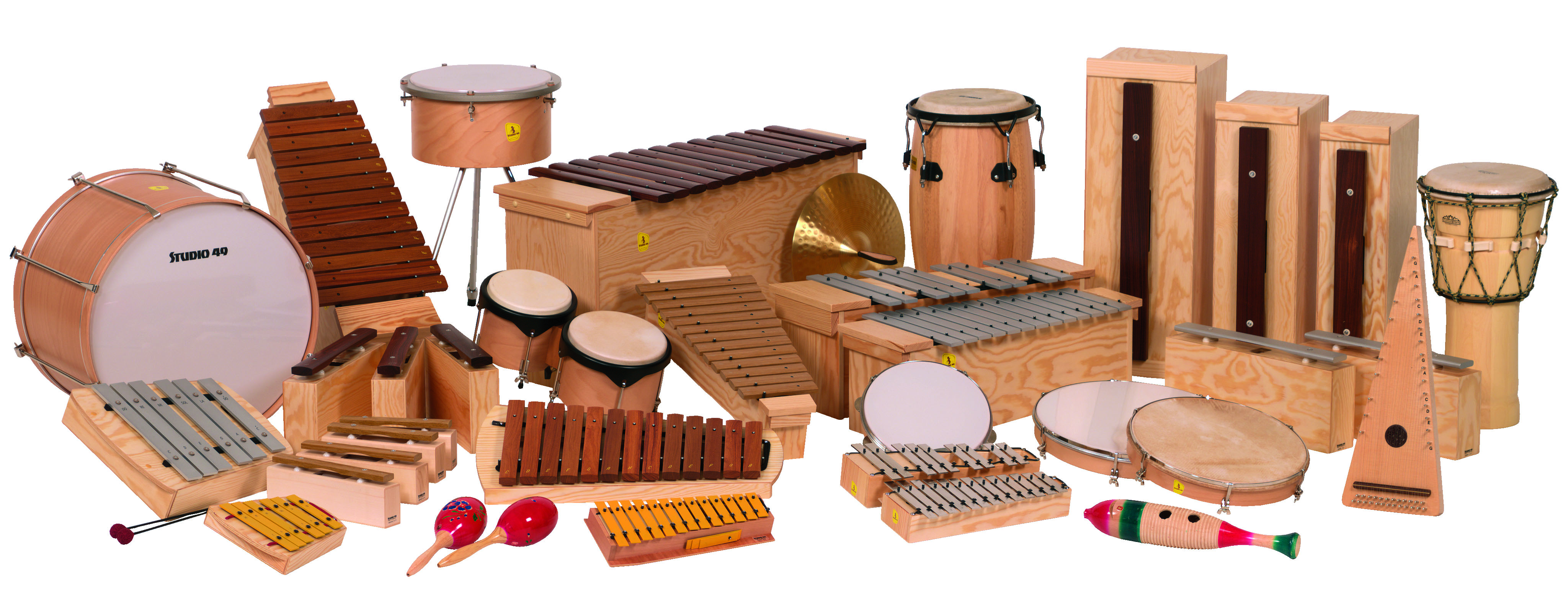
Alcuni tipici strumenti didattici dellOrff-Schulwerk.

L'educazione musicale nel Novecento si caratterizza per un orientamento pedagogico attivo, in cui il fare musica ha la preminenza sugli apprendimenti teorici. In questa prospettiva vengono ad assumere un'importanza centrale il canto, le attività ritmiche e la musica d'insieme. Questo tipo di orientamento è ciò che accomuna i diversi metodi affermatisi soprattutto nella prima metà del secolo ad opera di alcuni musicisti: Émile Jaques-Dalcroze (1865-1950), Edgar Willems (1890-1978), Zoltán Kodály (1882-1967), Carl Orff (1895-1982), Maurice Martenot (1898-1980), Justine Ward (1879-1975), Shinichi Suzuki (1898-1998), Edwin E. Gordon (1927-2015).
Il metodo Dalcroze si basa sul corpo e sul movimento, riunendo in un unico approccio educativo musica, danza ed educazione fisica. Nel metodo Kodály assume molta importanza il repertorio folklorico, prediligendo all'interno di questo le filastrocche e le canzoni per l'infanzia. Si basa, inoltre, su una serie di tecniche funzionali a un apprendimento semplice ed efficace dei codici notazionali. La fonomimica è uno di questi dispositivi, in cui ogni nota è associata a un gesto della mano. Un altro dispositivo del metodo Kodály è la solmisazione, un sistema già introdotto da Guido d'Arezzo in epoca medievale che consiste nell'associare alle note della scala cantata le sillabe latine ("do", "re", "mi", ecc.) senza considerare la tonalità assoluta. L'educazione ritmica si basa sulla sonorizzazione verbale delle figure e delle cellule ritmiche con una serie di sillabe ("ta", "titti", "tiritiri", ecc.). Il metodo Willems si basa essenzialmente sullo sviluppo dell'orecchio musicale e del senso ritmico. Pur non riferendosi a tecniche specifiche, ci ha lasciato un'ampia mole di riflessioni sulla pedagogia della musica. Sul senso ritmico si basa anche il metodo Martenot, che propone una serie di esercizi legati a esperienze di gioco. L'Orff-Schulwerk aggiunge ai metodi precedenti una particolare sensibilità verso gli strumenti musicali, proposti tramite l'invenzione di uno strumentario didattico specifico. Con questo strumentario è possibile proporre esperienze di musica d'insieme basate su procedimenti elementari, a misura di bambino, soprattutto utilizzando la scala pentatonica. Essenzialmente rivolto alla didattica degli strumenti ad arco è il metodo Suzuki, basato soprattutto sull'ascolto, sull'imitazione e sull'insegnamento collettivo. Anche in questo caso la pratica strumentale è anteposta all'apprendimento teorico.

## Propedeutica musicale
La propedeutica musicale è un'esperienza formativa che si rivolge al mondo infantile. Essa ha lo scopo principale di avvicinare in maniera graduale i bambini alla musica e, al tempo stesso, può orientare il bambino allo studio di uno specifico strumento. 
Si serve dell'educazione musicale come mezzo per guidare il bambino nello sviluppo delle sue abilità musicali, cognitive, relazionali, emotive, linguistiche, motorie, contribuendo in definitiva al suo sviluppo globale. 
Questo percorso musicale si svolge in gruppo attraverso un approccio ludico alla musica e alle sue componenti fondamentali, con lo scopo di favorire lo sviluppo delle capacità di cooperazione e collaborazione, la capacità empatica, le abilità emotive e relazionali e le capacità d'ascolto, d'attenzione e concentrazione. 
Tra gli obiettivi principali che si propone la propedeutica musicale troviamo:
- sviluppare l'interesse del bambino per questa forma d'arte
- sviluppare le sue capacità musicali di base 
- sviluppare la capacità di esprimere e di comunicare le proprie emozioni attraverso la musica. 
La metodologia principale utilizzata in quest'ambito è il gioco, tramite cui si sperimenta il "far musica" con i nostri strumenti musicali naturali, quali la voce e il corpo. Infatti, l'espressione corporea, il movimento, il gesto, la danza sono alla base della comunicazione attraverso il linguaggio musicale. Infine, l'utilizzo di strumenti musicali come legnetti, sonagli, piatti, maracas, metallofoni, tubi sonori e altri piccoli strumenti permette ai bambini di sperimentare direttamente il ritmo sviluppando la loro creatività attraverso l'improvvisazione, la quale, inoltre, motiva il bambino all'apprendimento.